# بورفيل
بورفيل (بالفرنسية: Bourvil )‏ (و. 1917 – 1970 م) هو ممثل هزلي، ومؤلف أغاني ‏، ومغني، وممثل أفلام، وممثل مسرحي، من فرنسا، ولد في السان البحرية، توفي في باريس، عن عمر يناهز 53 عاماً، بسبب ورم نخاعي متعدد.

## جوائز
حصل على جوائز منها:
- فارس وسام الفنون والآداب.

## وصلات خارجية
- بورفيل على موقع IMDb (الإنجليزية)
- بورفيل على موقع ميتاكريتيك (الإنجليزية)
- بورفيل على موقع روتن توميتوز (الإنجليزية)
- بورفيل على موقع مونزينجر (الألمانية)
- بورفيل على موقع ألو سيني (الفرنسية)
- بورفيل على موقع ميوزك برينز (الإنجليزية)
- بورفيل على موقع أول موفي (الإنجليزية)
- بورفيل على موقع قاعدة بيانات الأفلام السويدية (السويدية)
- بورفيل على موقع إن إن دي بي (الإنجليزية)
- بورفيل على موقع أول ميوزيك (الإنجليزية)